# 乌日霍罗德城堡

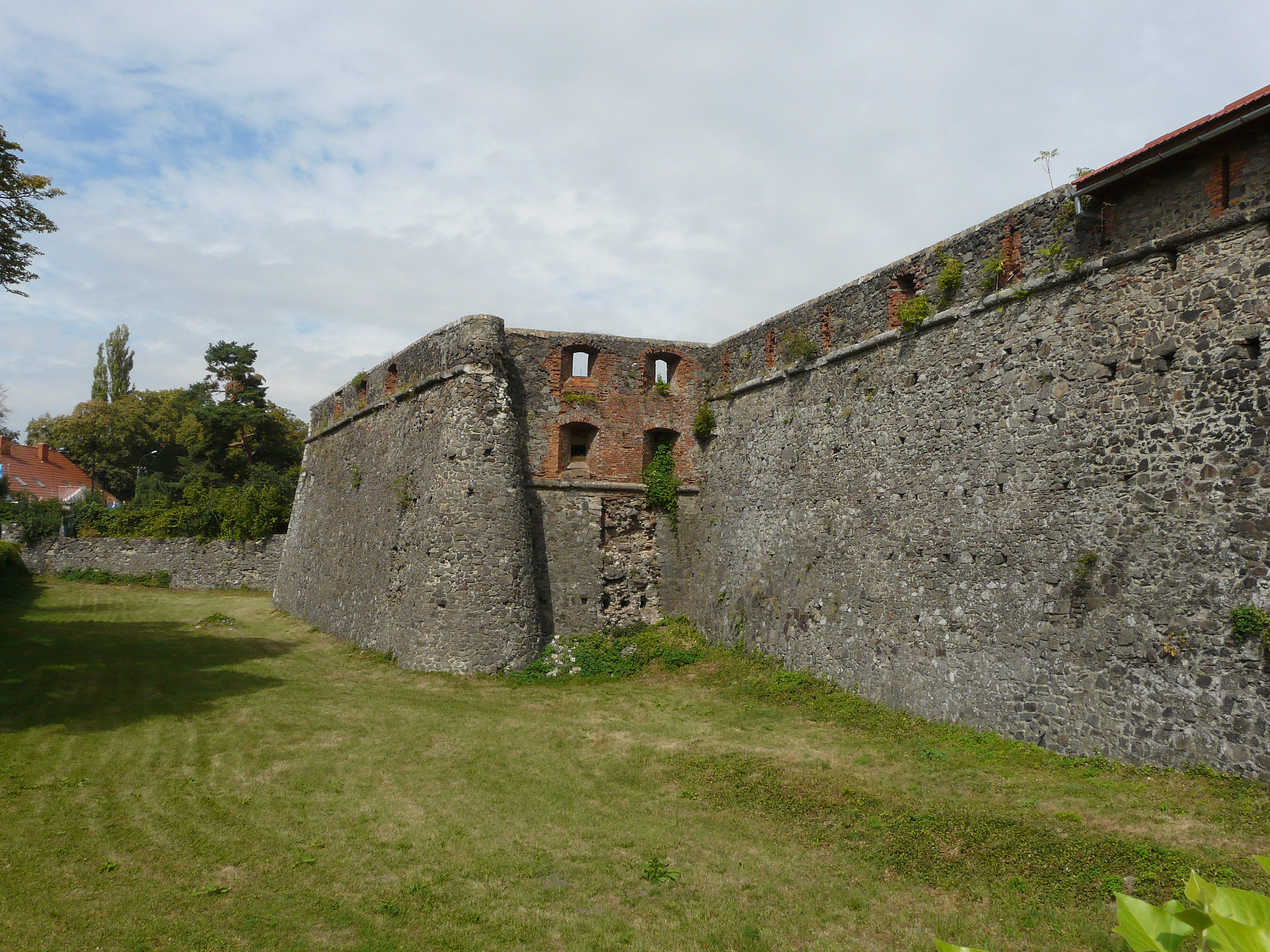

乌日霍罗德城堡 (羅馬化：Uzhhorodskyi zamok，直译：“乌日河城堡”），是一座位于乌克兰乌日霍罗德山丘上的城塞，建于13-18世纪，使用了多种建筑风格和建筑材料，在匈牙利历史中占有重要地位。
城堡遗址上最早的石头建筑可以追溯到13世纪。匈牙利国王查理一世把城堡的场地给了意大利支持者，德鲁格思家族。他们建立了长方形的防御结构，带有菱堡，让人想起意大利南部的城堡。
在16-17世纪,这座防御工事经历了多次围攻（最后一次是1703-04年拉科齊·費倫茨二世），但从未被攻占。18世纪，它在法国军事工程师勒梅尔的监督下进行了现代化改造。
1691年，德鲁格思家族的男性继承人绝嗣，德鲁格思庞大领地的女继承人克里斯蒂娜·德鲁格思与伯爵Miklós Bercsényi结婚，使他成为匈牙利第三富有的人。贝尔塞尼是拉科齐独立战争中的一位重要人物，他住在城堡内的设防宫殿里。正是在那里，他与彼得大帝和路易十四的大使讨论建立反哈布斯堡联盟的问题。1711年，贝尔塞尼逃离匈牙利，他的财产被哈布斯堡王室没收。
随着哈布斯堡王朝进一步向东延伸，该地区对军事据点的需求减少，城堡被移交给魯塞尼亞希臘禮天主教會，后者在那里开设了一所学校。1728年和1879年，大火烧毁了城堡。

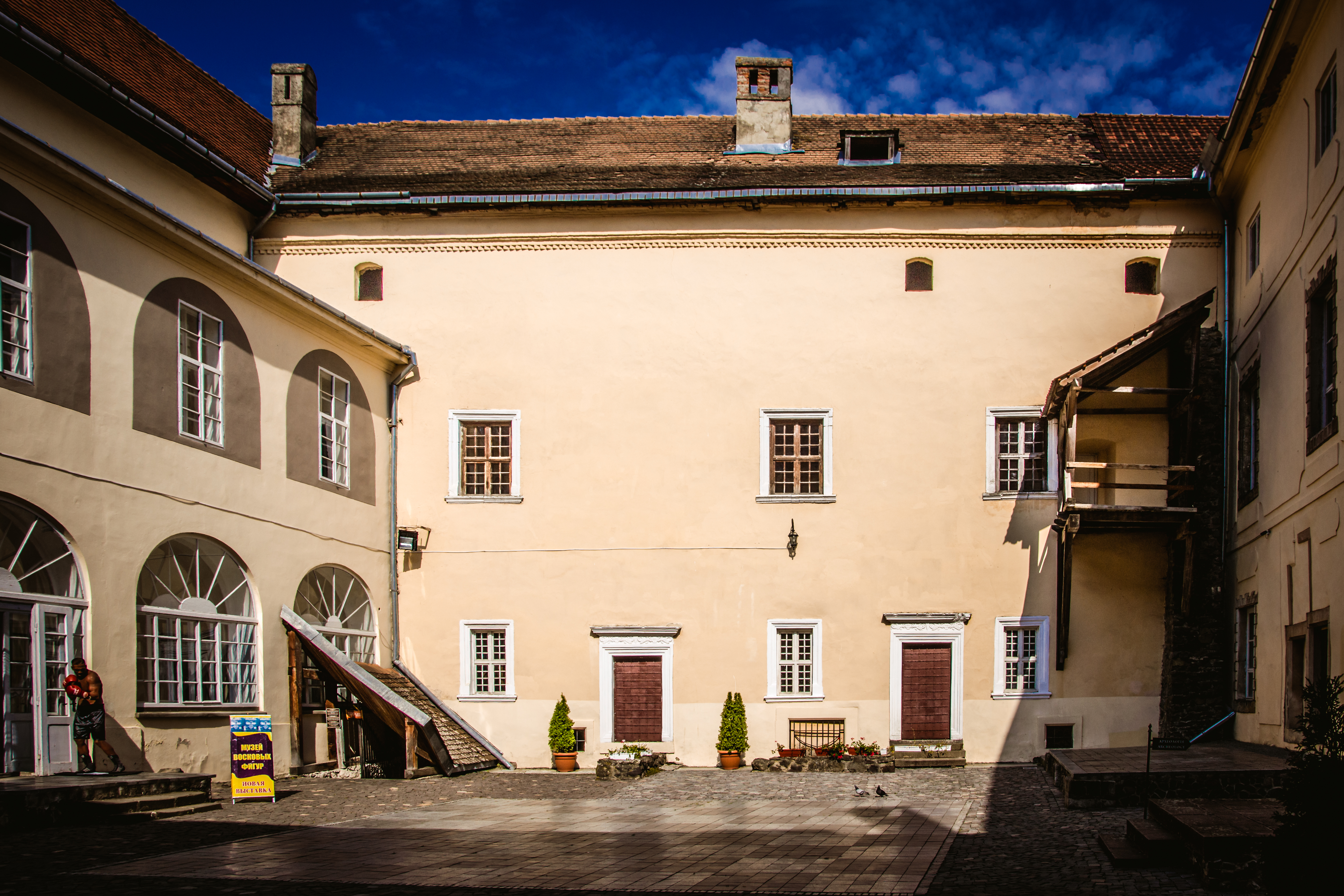
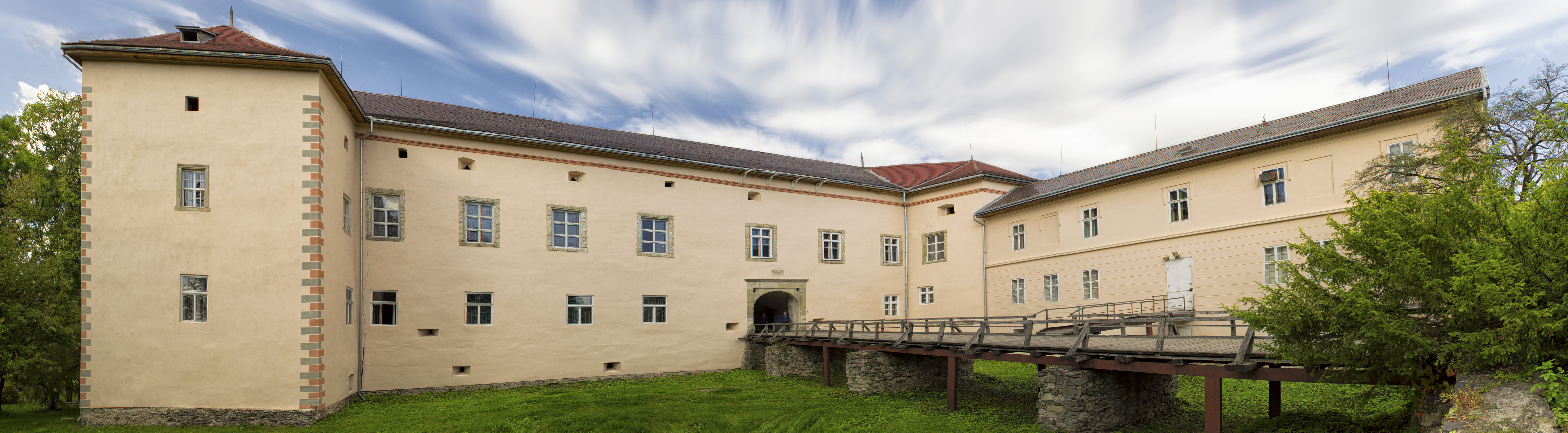
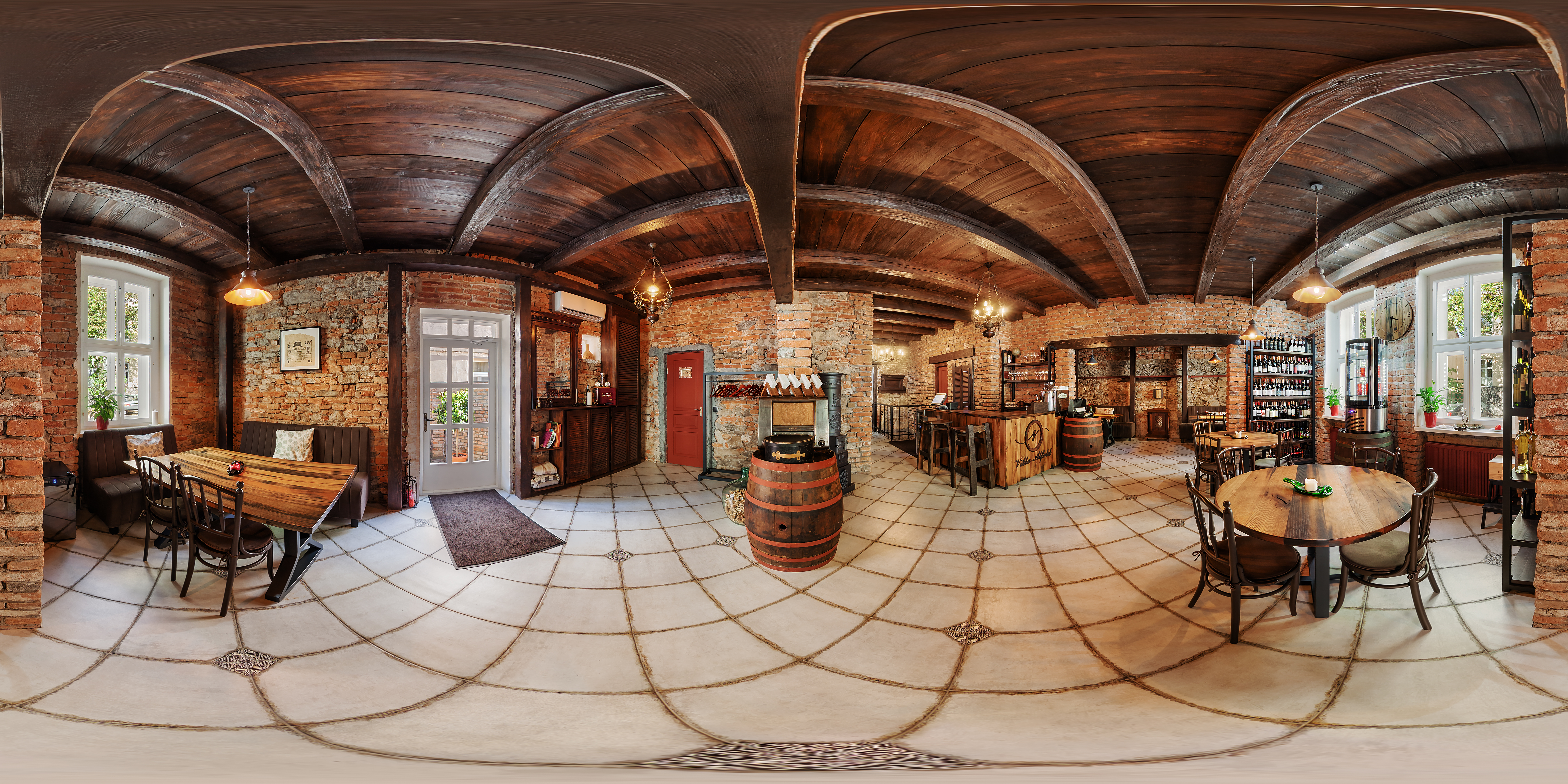
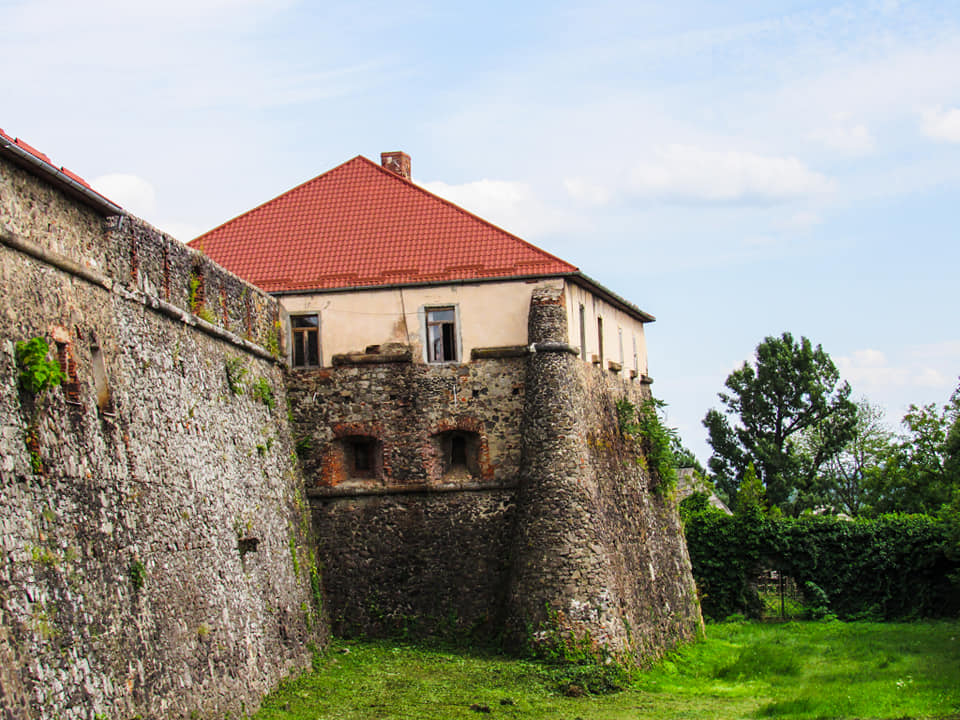